# NGC 5391
NGC 5391 je jedan do danas nepotvrđen objekt u zviježđu Lovačkim psima. Sva promatranja poslije nisu na tom položaju uočila nikoji objekt.

## Vanjske poveznice
- (engl.) SEDS: NGC 5391
- (engl.) Revidirani Novi opći katalog
- (engl.) Izvangalaktička baza podataka NASA-e i IPAC-a
- (engl.) Astronomska baza podataka SIMBAD
- (engl.) VizieR
- DSS-ova slika NGC 5391  Arhivirana inačica izvorne stranice od 22. ožujka 2016. (Wayback Machine)